# Симоне Симонс
Симоне Симонс (на нидерландски: Simone Simons) е нидерландска певица, вокалистка на метъл групата Епика.

## Биография
Родена е на 17 януари 1985 г. в Хунсбрук, Нидерландия.
Влечението ѝ към музиката започва от 10-годишна възраст, когато започва да изучава флейта. Една година след това взима уроци по поп и джаз пеене. Когато става на 15, чува за Найтуиш, което събужда интереса ѝ към оперното пеене и оттогава учи класическо пеене. Нейният глас е мецо-сопрано. За една година пее в хор, след което, през 2002, започва да пее в Епика.